# Hanna Weselius
Hanna Weselius (Kajaani, 1972) est une photographe et écrivaine finlandaise, lauréate en 2016 du prix littéraire Helsingin Sanomat et du prix Tulenkantaja.